# Jakob Sildnik
Jakob Sildnik (4 février 1883 – 25 mars 1973) est un photographe et réalisateur, pionnier du cinéma estonien, installé à Tartu, deuxième plus grande ville d'Estonie. Il est surtout connu pour les deux films muets Vanaema kingitus (de) et Must teemant (de) (littéralement Le Diamant noir) qu'il réalise avec Fjodor Ljubovski, tous deux sortis en 1923.
Sildnik était marié à Julie Marie Sildnik (1890-1913). Le couple a eu une fille. Jacob Sildnik meurt assassiné en 1973 à l'âge de 90 ans lors d'un cambriolage.

## Source de la traduction
- (de) Cet article est partiellement ou en totalité issu de l’article de Wikipédia en allemand intitulé « Jakob Sildnik » (voir la liste des auteurs).